# Amy Wong
Amy Wong è un personaggio immaginario presente nella serie animata statunitense Futurama.

## Caratteristiche
Amy Wong lavora come stagista alla Planet Express, presumibilmente tenuta perché condivide il gruppo sanguigno del Professor Farnsworth e non nota la tendenza del professore a inviare i suoi equipaggi in missioni suicide. La sua personalità da cocktail party e la sua goffaggine generale la fanno sia entrare che uscire dai guai. I suoi ricchi genitori sono agricoltori-industriali cinesi, che allevano "scaramucche" nella loro proprietà, l'emisfero centrale di Marte. Studentessa laureata per la maggior parte della serie, nella sesta stagione ottiene il suo dottorato di ricerca in fisica applicata alla Mars University, guadagnandosi il titolo di Dottoressa. Alla fine della serie, è la "Fonfon Ru", l'equivalente approssimativo di una moglie di diritto comune, di Kif Kroker e la madre adottiva della sua prole.
Nella serie, tra i suoi ruoli di tecnico esperto e teorico occasionale, Amy è nota per essere un po' superficiale, gentile e incosciente. Un esempio di ciò è quando il dottor Zoidberg ha perso il senno a causa degli ormoni ed è stato legato per sicurezza, l'ha ingannata più volte per slegarlo, nonostante i rischi. Amy prende spesso in giro l'amica Leela riguardo al suo modo di vestire e i suoi gusti mascolini. Amy tende a indossare abiti molto provocanti. Il suo vestito standard è una felpa rosa con cappuccio che mostra l'ombelico, pantaloni da tuta abbinati e stivali marroni, con altri vestiti per occasioni speciali, tutti che rivelano il suo ombelico. Confessa a Fry che si veste in quel modo per ribellarsi ai suoi genitori. È anche una grande giocatrice di golf, infatti ha imparato a giocare quando era piccola nel tentativo fallito di compiacere il padre.

## Biografia
Amy è nata il 18 dicembre 2979 e viene da una ricca famiglia cinese trapiantata su Marte. I suoi genitori, Leo ed Inez Wong, sono ricchissimi e possiedono l'intero emisfero ovest di Marte; possiedono tanto bestiame (in particolare "scaramucche", un incrocio tra scarabei e mucche) che ritengono più facile marchiare ogni cosa che non è loro piuttosto che marchiare i loro capi. I genitori stereotipati e ingerenti di Amy spesso la spingono a sposarsi e a dare loro dei nipoti, cosa che lei non è desiderosa di fare. La madre di Amy è una stereotipata asiatica media e il padre vorrebbe che sua figlia si sposasse e gli desse dei nipotini, anche se lei non ne vuole sapere. Spesso si dimostrano piuttosto scortesi con la figlia, anche durante un incidente in cui il padre di Amy la prendeva ripetutamente in giro perché era grassa da bambina.
Quando era più giovane era piuttosto brutta, con la faccia brufolosa ed era molto grassa. Ancora adesso sembra conservare un grande appetito e desidererebbe abbuffarsi anche se si trattiene. Infatti in un episodio, per poter mangiare ciò che voleva scambia il corpo prima col professore e poi, dato che il suo corpo anziano le impediva di mangiare molto, con Leela, rendendo il suo corpo obeso.
Amy ha frequentato alcuni ragazzi ed esprime un atteggiamento sessualmente avventuroso, finendo anche con l'avere una breve relazione con Philip J. Fry. Dal 3001 è diventata la fidanzata fissa (e poi moglie) di Kif Kroker, il paziente e compito attendente di Zapp Brannigan. A seguito del peculiare metodo di riproduzione della specie di Kroker, Amy è stata fondamentale nella "produzione" di una nidiata di girini (la cui gestazione è però condotta dal maschio della coppia), in fase di evoluzione su un lontano pianeta. L'amore di Amy per Kif è innegabile, ed è stata vista piangere quando Kif intraprende missioni pericolose, temendo per il suo benessere. Ha avuto anche una breve relazione con Bender.
Amy è il classico stereotipo della teenager: ama i vestiti e divertirsi senza prendere impegni, andare alle feste, incontrare sempre nuovi ragazzi e seguire le mode (anche se in Futurama la moda è ciò che meno piace alla gente). È spesso attratta dalle cose e dalle persone stravaganti.
Nella sesta stagione ottiene finalmente il dottorato riuscendo a salvare, grazie alle sue teorie sulla rotazione della Terra, i suoi amici da dei terribili gatti alieni che li avevano ammaliati (lei è allergica ai gatti).